# Estación Raíces
Estación Raíces es una localidad y centro rural de población con junta de gobierno de 2ª categoría del distrito Raíces del departamento Villaguay, en la provincia de Entre Ríos, República Argentina. Lleva el nombre de su estación de ferrocarril.
La población de la localidad, es decir sin considerar el área rural, era de 140 personas en 1991 y de 171 en 2001. La población de la jurisdicción de la junta de gobierno era de 507 habitantes en 2001.
La junta de gobierno fue creada por decreto 957/1984 MGJE del 28 de marzo de 1984.

## Servicios ferroviarios
Pertenece al Ferrocarril General Urquiza de la red ferroviaria argentina, en el ramal que une las estaciones de Sola y esta. Se encuentra precedida por la Estación Durazno. El último tren pasó el 13 de noviembre de 1977, cuando el ramal fue clausurado por el gobierno militar.